# Martinet de Sibérie
Apus pacificus
Espèce
Statut de conservation UICN

 LC  : Préoccupation mineure
Le Martinet de Sibérie (Apus pacificus) est une espèce d'oiseaux appartenant à la famille des apodidés.

## Aire de répartition

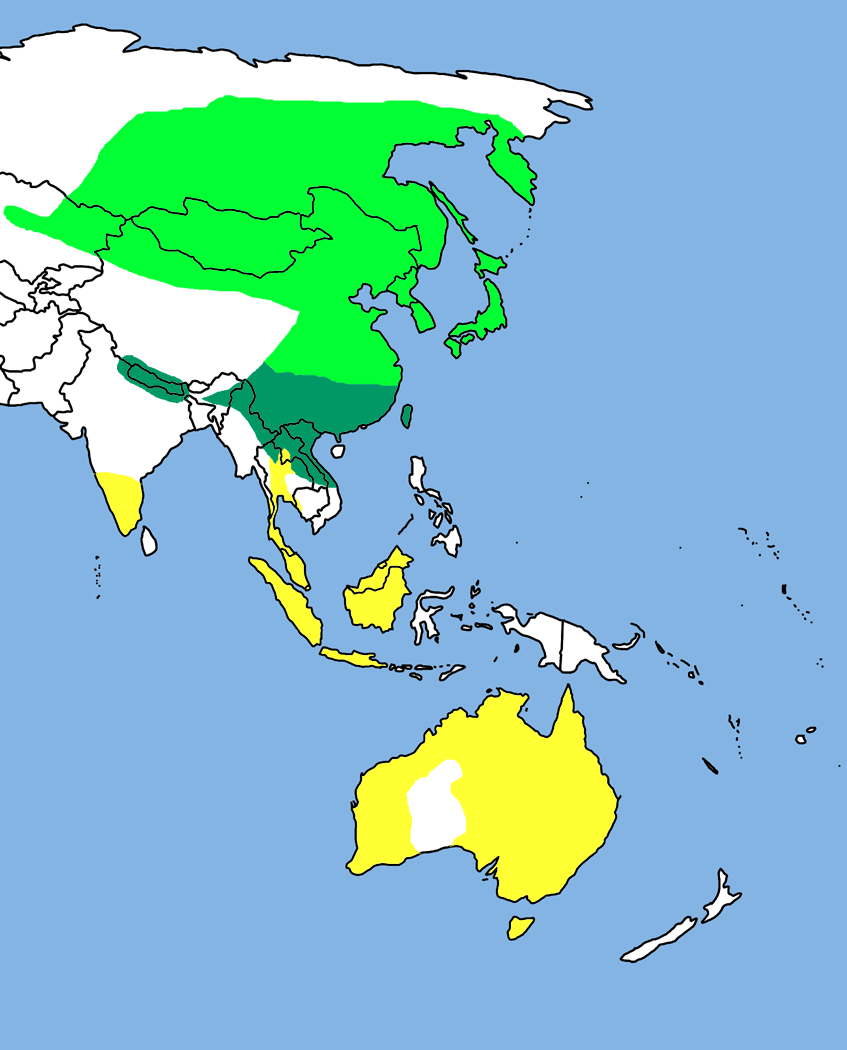
répartition

Son aire s'étend à travers la Sibérie, la Mongolie et l'Asie de l'Est ; il hiverne à travers l'écozone indomalaise et l'Australie.
Il a été repéré aux Émirats arabes unis, aux Seychelles, en Nouvelle-Zélande, aux États fédérés de Micronésie, à Midway, à Hawaii, en Alaska, en Suède et en Angleterre.

## Sous-espèces
Selon le Congres ornithologique international :
- A. p. pacificus (Latham, 1801) — de la Sibérie au Kamchatka, et du Nord de la Chine et Japon aux îles Amami ;
- A. p. kanoi (Yamashina, 1942)	— du Sud du Tibet à l'Est de la Chine, Taïwan et l'extrême Nord des Philippines.